# Double, Double, Toil and Trouble
Double, Double, Toil and Trouble is een Amerikaanse televisiefilm uit 1993, geregisseerd door Stuart Margolin en geschreven door Jurgen Wolff. De hoofdrollen worden vertolkt door Mary-Kate Olsen, Ashley Olsen en Cloris Leachman.

## Verhaal
De heksentweeling Kelly en Lynn Farmer moeten hun huis beschermen voor de krachten van hun gemene tante Agatha. Agatha heeft jammer genoeg de lieve tante van de Farmer-meisjes behekst.

## Rolbezetting
| Acteur               | Personage                         |
| -------------------- | --------------------------------- |
| Mary-Kate Olsen      | Kelly Farmer / Jonge Tante Sophia |
| Ashley Olsen         | Lynn Farmer / Jonge Tante Agatha  |
| Cloris Leachman      | Tante Agatha / Tante Sophia       |
| Phil Fondacaro       | Oscar                             |
| Eric McCormack       | Don Farmer                        |
| Kelli Fox            | Christine Farmer                  |
| Wayne Robson         | Doodgraver                        |
| Matthew Walker       | George                            |
| Meshach Taylor       | Mr. N                             |
| Denalda Williams     | Gastvrouw                         |
| Gary Jones           | Bernard Brewster                  |
| Babs Chula           | Vrouw Lulu                        |
| Bill Meilen          | Voorzitter                        |
| Nora McLellan        | Vrouwelijke Politieagent          |
| Alex Green           | Pompoen Bestuurder                |
| Alex Diakun          | Portier                           |
| Claire Kaplan        | Heks                              |
| Karin Konoval        | Heks                              |
| Glynis Leyshon       | Heks                              |
| Mitch Kosterman      | Politieagent                      |
| Gary McAteer         | Fred                              |
| Eliza Centenera      | Meid                              |
| Christopher Anderson | Jongen                            |
| Lynda Boyd           | Zanger                            |
| Ian Bagg             | Dikke Man                         |
| Freda Perry          | Meid's Moeder                     |
| Shawn Michaels       | Fred Hilton                       |